# Tetrarki

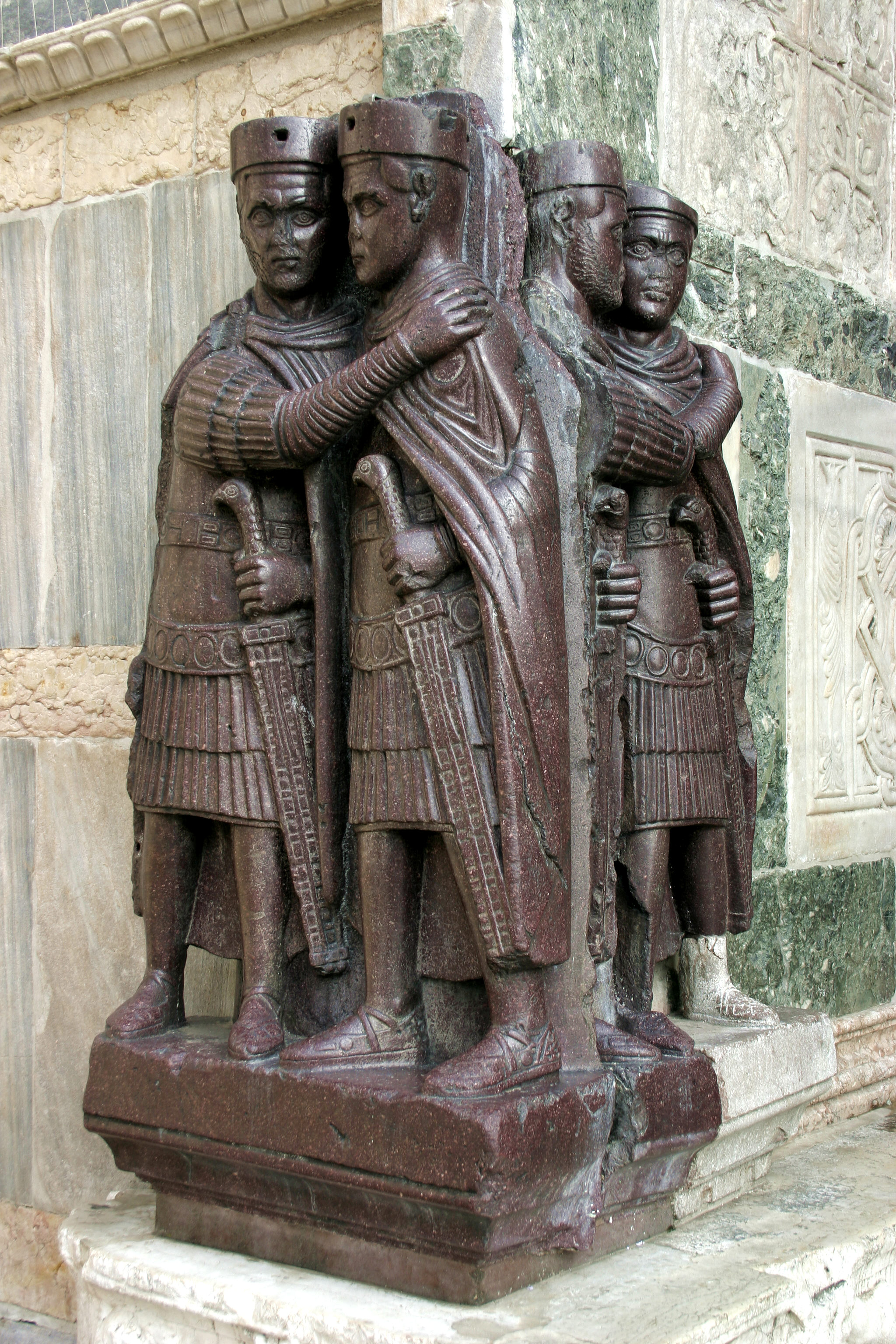
Tetrarkerna, skulptur i porfyr, ursprungligen i Konstantinopel (Istanbul), förd till San Marco-kyrkan i Venedig efter fjärde korstågets plundring 1204.

Tetrarki (av grekiska: τετραρχία, tetrarchia, "fyrmannavälde"; latin: Quadrumviratus), kan i obestämd form avse någon regim som leds av fyra makthavare. I bestämd form, tetrarkin, avses vanligen den romerska regeringsform med fyra kejsare som Diocletianus införde 293 och som satte punkt för den romerska krisen under 200-talet. Tetrarkin varade fram till 312 (slaget vid Pons Mulvius) eller 313 (ediktet i Milano) men upplöstes inte formellt förrän 324 då Konstantin gjorde sig till ensam romersk kejsare.

## Tetrarkins tillkomst
Tetrarkins första fas (ibland kallad diarkin) inleddes då Diocletianus utsåg sin general Maximianus till medkejsare; först som caesar 285 och därefter som augustus 286. Diocletianus styrde i Östromerska riket medan Maximianus regerade i Västromerska riket. För att bättre hantera rikets administrativa och militära problem tillsatte Diocletianus 293, med Maximianus samtycke, ytterligare två kejsare - två caesar underställda de två augustus och tilltänkta som deras efterträdare: Galerius och Constantius I Chlorus. Detta var den första tetrarkin.

## Tetrarkins regioner och huvudstäder
De fyra tetrarkerna residerade inte i Rom utan i andra städer närmare imperiets oroliga gränser. Dessa städer fungerade som högkvarter i rikets försvar mot fiender som sassaniderna i öst, germaner i norr och berber i syd. Imperiets nominella huvudstad var fortfarande Rom även om den på alla praktiska sätt förlorat sin roll som huvudstad. Rom styrdes av en prefekt (praefectus urbis). Tetrarkins fyra verkliga huvudstäder var emellertid:
1. Nikomedia i Mindre Asien (dagens Izmit i Turkiet), Diocletianus huvudstad, basen i försvaret mot invasioner från Balkan och sassaniderna.
2. Sirmium i Illyrien (dagens Sremska Mitrovica i Serbien), Galerius huvudstad.
3. Mediolanum (dagens Milano i Italien), Maximianus huvudstad.
4. Augusta Treverorum (dagens Trier i Tyskland), Constantius I Chlorus huvudstad.

Utöver dessa städer var Aquileia (då en hamnstad vid Adriatiska havet) en viktig bas för Maximianus militära kampanjer i Alperna liksom Eburacum (dagens York) utgjorde ett viktigt fäste för Constantius kampanjer mot kelterna i Skottland och på Irland.
Tetrarkernas jurisdiktion eller maktsfärer fastslogs aldrig i detalj under tetrarkin och under denna period delades inte heller Romerska riket i fyra distinkta delar. I väst kontrollerade augustus Maximianus provinserna väster om Adriatiska havet och inom hans maktsfär styrde caesar Constantius Chlorus i Gallien och Britannien. I öst hade augustus Diocletianus och hans caesar Galerius mer flexibel maktdelning. Samtida historieskrivare, som Lactantius och Aurelius Victor, missförstod tetrarkins maktstruktur och beskrev maktdelningen som mer strikt än den var.

## Tetrarkins ansikte utåt
Trots den maktdelning som tetrarkin innebar manipulerades, efter inbördeskriget på 200-talet, de offentliga bilderna av de fyra kejsarna för att ge intryck av ett enat imperium (patrimonium indivisum). Tetrarkerna officiella porträtt var identiska och på tetrarkins mynt är det bara inskriptionen som avslöjar vilken kejsare som avbildas. Även den porfyrskulptur (se bild ovan) som idag byggts in i Markuskyrkan i Venedig avbildar tetrarkerna som i princip identiska och med samma militära dräkter.

## Militära framgångar
Under romerska krisen under 200-talet var ett av kejsarnas största problem att de bara kunde leda ett krigståg åt gången. Att delegera makt till en general var mycket riskfyllt eftersom han kunde vinna en betydande seger och utropas till kejsare av sina trupper och till exempel Aurelianus och Probus ledde därför personligen kampanjer på krigsskådeplatser som kunde ligga tusentals kilometer från varandra. Med fyra kejsare av, i praktiken, samma rang kunde tetrarkin utkämpa flera kampanjer parallellt: 296 krossade till exempel Galerius Persiska riket samtidigt som Constantius Chlorus besegrade den brittiske usurpatorn Allectus.

## Tetrarkins fall

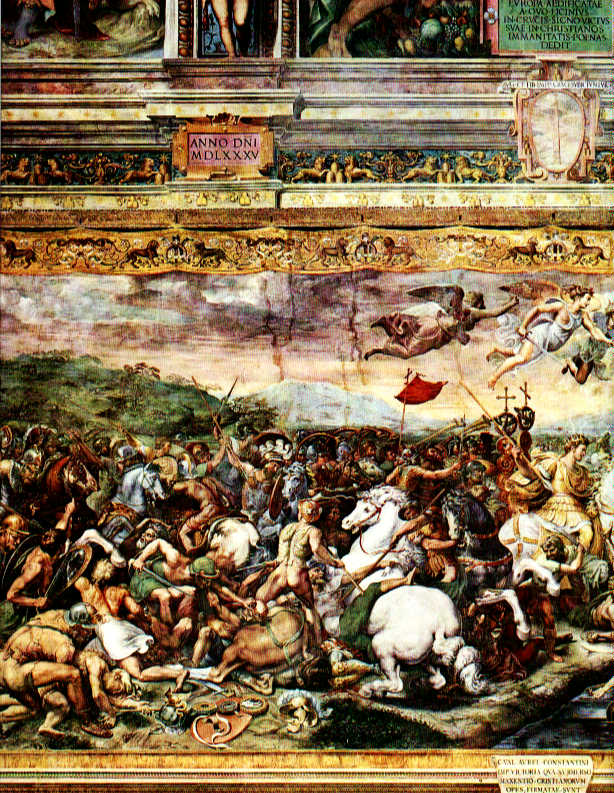
Slaget vid Pons Mulvius, fresk av Rafael i Vatikanen.

Både Diocletianus och Maximianus abdikerade 305 och de båda tidigare caesar, Galerius och Constantius Chlorus, upphöjdes till augustus samtidigt som två nya caesar utsågs: Maximinus Daia (caesar under Galerius) och Severus II (caesar under Constantius). Denna, den andra tetrarkin kollapsade dock inom kort. Då Constantius avled 306 utropade Galerius Severus till ny, västromersk augustus samtidigt som Constantius trupper utropade hans son Konstantin till samma position. Samtidigt kände sig Maximianus son Maxentius förbigången. Han besegrade Severus, tvingade honom att abdikera och lät till slut mörda honom 307. Såväl Maxentius som Maximianus proklamerade sig som nya augustus vilket resulterade i inte mindre än fem kejsare: Galerius, Konstantin, Maximianus och Maxentius som augustii och Maximinus som caesar.
308 sammankallade Galerius, tillsammans med Diocletianus och Maximianus, alla kejsarna till ett möte i Carnuntum vid Donau. Där beslöt man att Licinius skulle bli augustus i väst med Konstantin som sin caesar och i öst skulle Galerius förbli augustus med Maximinus Gaia som sin caesar. Maximianus skulle dra sig tillbaka samtidigt som Maxentius förklarades som usurpator. Överenskommelsen blev förödande eftersom Maxentius redan de facto kontrollerade Italien och Afrika och varken Konstantin eller Maximinus kunde acceptera Licinius som överordnad kejsare. Fåfänga försök gjordes att lösa situationen genom att ge Konstantin och Maximinus den meningslösa titeln filius Augusti ("Augustus son"), men 309 erkändes slutligen de båda som augustii. Fyra augustii på kollisionskurs med varandra innebar dock slutet för den tetrarkiska maktdelningen.
Mellan 309 och 313 avled eller mördades de flesta tronpretendenterna i blodiga uppgörelser. Konstantin såg till att få Maximianus strypt 310; Galerius dog en naturlig död 311; Maxentius besegrades av Konstantin och i slaget vid Pons Mulvius 312; och Maximinus begick självmord i Tarsus efter att nedgjorts av Licinius 313. 313 återstod sålunda bara två kejsare - Konstantin i väst och Licinius i öst - vilket i praktiken innebar att tetrarkin upphört att existera. Sitt slutliga öde möte maktuppdelningen 324 då Konstantin till sist besegrade Licinius och blev ensam kejsare över hela imperiet.

## Efterverkningar
Tetrarkins föll visserligen 313 men dess administrativa delning av riket fick sina efterföljare i praetorianprefekturerna som styrdes av praetorianprefekter och ytterligare uppdelades i mindre förvaltningsområden, dieceser. Även consortium imperii, den delade kejserliga makten, återuppstod vid flera tillfällen. Likaså delningen av imperiet i en västlig och en östlig hälft, som senare kom att befästas slutgiltigt.

## Andra tetrarkier
- Både i Thessaloniki och i Galatien existerade under antiken tetrarkier.
- De instabila, judiska principaten i det romerska Palestina, som till exempel kungadömet Galileen under Herodes Antipas, var tetrarkier.